# HMS Encounter (H10)
HMS Encounter (H10) là một tàu khu trục lớp E được Hải quân Hoàng gia Anh Quốc chế tạo vào đầu những năm 1930. Trong Chiến tranh Thế giới thứ hai, nó đã phục vụ tại vùng biển Nhà và tham gia Chiến dịch Na Uy trước khi chuyển đến Địa Trung Hải phục vụ trong các đoàn tàu vận tải Malta, rồi chuyển sang Hạm đội Đông trước khi bị tàu chiến Hải quân Nhật đánh chìm trong Trận chiến biển Java thứ hai vào ngày 1 tháng 3 năm 1942.

## Thiết kế và chế tạo
Encounter được đặt hàng vào ngày 1 tháng 11 năm 1932 trong Chương trình Chế tạo Hải quân 1931. Nó được đặt lườn vào ngày 15 tháng 3 năm 1933 tại xưởng tàu của hãng Hawthorn Leslie and Company ở Hebburn; được hạ thủy vào ngày 29 tháng 3 năm 1934 và hoàn tất vào ngày 2 tháng 11 cùng năm với chi phí 252.250 Bảng Anh.

## Lịch sử hoạt động
Vào ngày 30 tháng 7 năm 1941, Encounter gia nhập Lực lượng H, rồi khởi hành vào ngày 31 tháng 7 cùng sáu tàu khu trục khác như lực lượng hộ tống cho chiếc tàu sân bay HMS Argus (I49) trong chiến dịch Hurry, một hoạt động chuyển giao 12 máy bay tiêm kích Hurricane đến đảo Malta đang bị vây hãm.
Đang khi phục vụ cùng Hạm đội Đông vào đầu năm 1942, Encounter cùng với tàu khu trục Hoa Kỳ USS Pope bị bốn tàu tuần dương và bốn tàu khu trục của Hải quân Nhật Bản tấn công trong Trận chiến biển Java thứ hai vào ngày 1 tháng 3 năm 1942. Encounter bị hư hại nặng và bị thủy thủ đoàn tự đánh đắm. Tám thành viên thủy thủ đoàn tử trận, 149 người còn lại bị bắt làm tù binh trong đó 38 người từ trần đang khi bị giam giữ. Pope sau đó cũng bị đánh chìm sau khi bị 12 máy bay ném bom bổ nhào tấn công, chịu đựng nhiều phát trúng đích.
Sang ngày hôm sau, tàu khu trục Nhật Ikazuchi đã cứu vớt 442 người trên cả hai chiếc HMS Encounter và USS Pope. Những người sống sót đã trôi dạt trong khoảng 20 giờ trên các bè cứu sinh, áo phao hay các mảnh vỡ còn nổi được, nhiều người bị phủ đầy dầu và không thể nhận ra. Trong số những người được cứu có Sir Sam Falle, sau trở thành một nhà ngoại giao. Quyết định mang đầy tính nhân đạo của hạm trưởng, Thiếu tá Hải quân Shunsaku Kudō đã đặt Ikazuchi vào nguy cơ bị tàu ngầm đối phương, cũng như ảnh hưởng đến sức chiến đấu của nó do số lượng lớn thủy thủ đối phương được cứu vớt. Hành động này là đề tài của một quyển sách và của một chương trình TV vào năm 2007.

## Tái khám phá
Xác tàu đắm của Encounter và Exeter thoạt tiên được các thợ lặn khám khá ngoải khơi Java vào tháng 2 năm 2007, và tung tích của chúng được xác nhận ngay sau đó.